# Elaeagia pastoensis
Elaeagia pastoensis är en måreväxtart som beskrevs av L.E.Mora. Elaeagia pastoensis ingår i släktet Elaeagia och familjen måreväxter. IUCN kategoriserar arten globalt som sårbar. Inga underarter finns listade i Catalogue of Life.